# Arctostaphylos uva-ursi

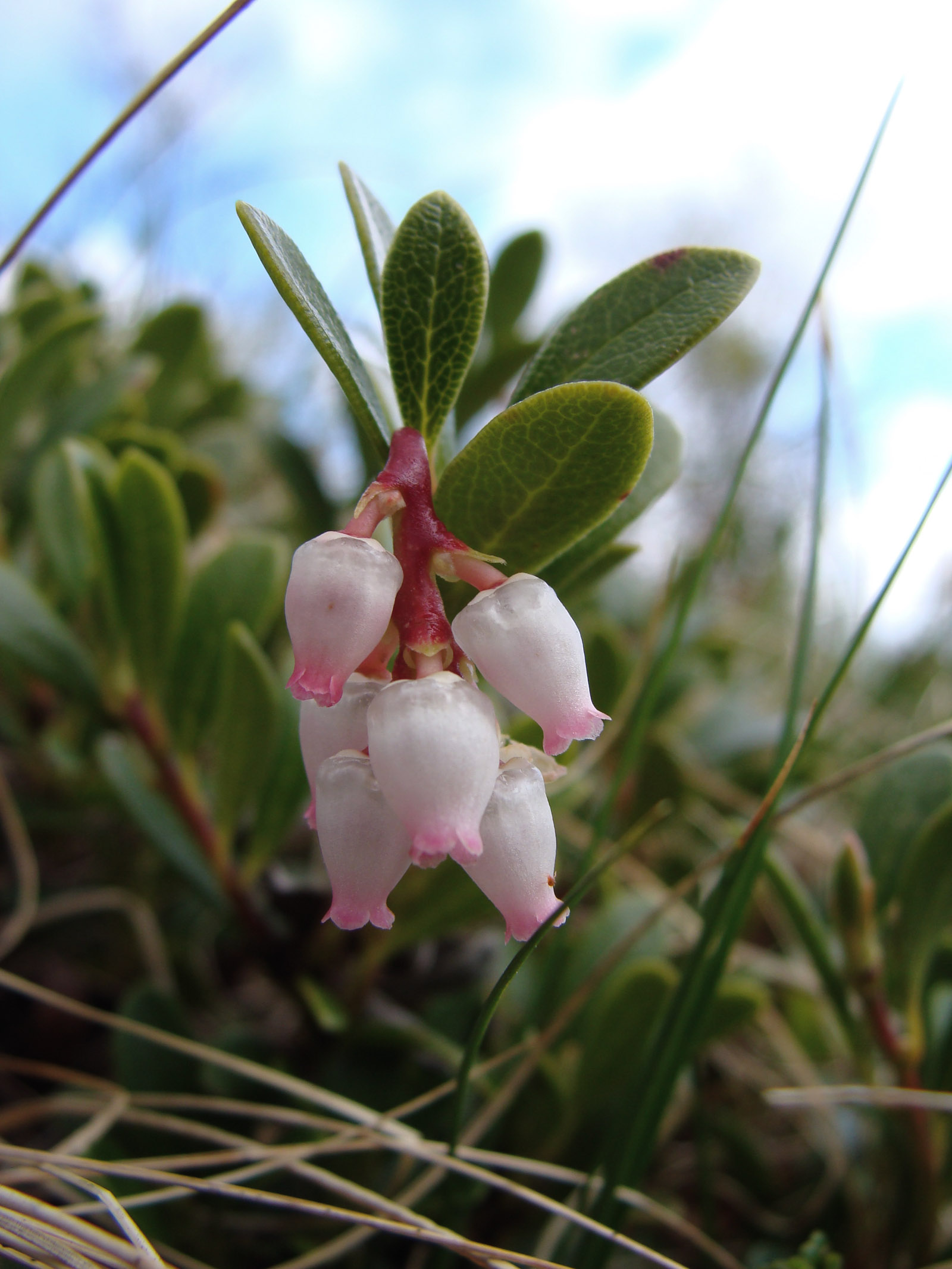
Folhas e flores.

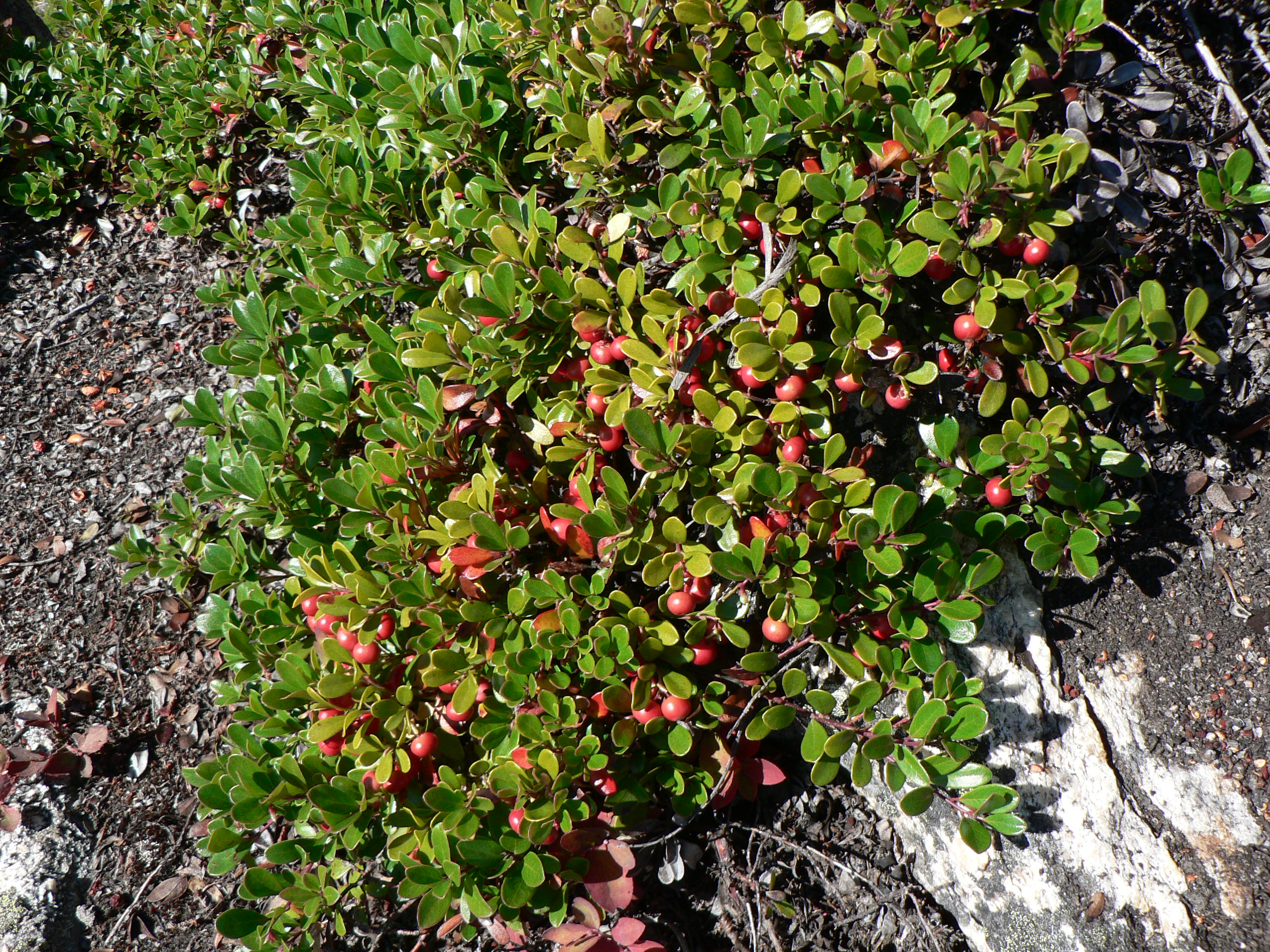
Folhagem e frutos.

Arctostaphylos uva-ursi, conhecida pelo nomes comuns de erva-ursina e uva-de-urso, é uma espécie de plantas com flor do género Arctostaphylos da família Ericaceae com ampla distribuição circumpolar nas regiões subárcticas do Hemisfério Norte. Pequeno arbusto perene, com até 30 cm de altura, flores brancas a rosadas e bagas vermelhas, é conhecido como kinnikinnick pelos povos nativos da América do Norte, e tem ampla utilização na medicina tradicional europeia, pelo que a espécie é considerada uma planta medicinal.

## Descrição
Com ampla utilização na medicina tradicional, para além do nome kinnikinnick (vocábulo da língua unami para "mistura para fumar"), nome comum pelo qual a espécie é conhecida no Canadá e Estados Unidos, é também conhecida por nomes comuns como uva-ursina, buxilo, buxulo, medronheiro, ursina, uva-de-urso e uva-dos-ursos. A espécie tem como habitat principal as regiões montanhosas, sendo uma das diversas espécies conhecidas por amoras-de-urso.
A espécie é um pequeno arbusto, com até 30 cm de altura, com folhagem perene. As flores são brancas a rosadas e o fruto é uma drupa (baga) que fica vermelho vivo quando amadurece. 

### Morfologia
A uva-de-urso é uma pequeno arbusto lenhoso rastejante de 5-30 centímetros de altura. As folhas são perenes, permanecendo verdes por 1-3 anos antes de caírem. O fruto é uma baga vermelha.
As folhas são brilhantes, pequenas, e são duras e grossas ao toque. Elas são organizadas alternadamente nos talos. A parte inferior das folhas possui uma coloração mais clara que o topo. Talos novos podem ser vermelhos se a planta está em pleno sol, mas são verdes em áreas sombreadas. Talos velhos são amarronzados. Na primavera, possuem flores brancas ou rosas.
Povoamentos puros de Arctostaphylos uva-ursi podem ser extremamente densos, com alturas raramente maiores do que 15 centímetros. Galhos ramificados eretos emergem de hastes longas e prostradas, que são produzidas por raízes individuais. As hastes rastejantes se espalham, lançando pequenas raízes periodicamente. Os ramos aveludados de textura fina são inicialmente brancos para verde pálido, tornando-se suaves e marrom-avermelhados com a maturidade. As gemas são marrom-escuras.
As folhas simples dessa ombrófila densa são alternadamente dispostas nos galhos. Cada folha é presa por uma haste torcida, verticalmente. As folhas grossas e verdes têm 3 centímetros de comprimento e têm pontas arredondadas afinando na base. No outono, as folhas começam a mudar de um verde-escuro para uma coloração arroxeada.
Conjuntos terminais de pequenas flores em forma de urna florescem de Maio a Junho. As flores perfeitas variam de brancas a rosadas, e comportam frutas redondas, carnudas e vermelho-rosadas chamadas de drupas. Esse fruto de pele suave e brilhante varia de 0,5 a 1,5 centímetros. A fruta irá permanecer na planta até o início do inverno. Cada drupa contém de uma a cinco sementes duras, que precisam ser escarificadas e estratificadas para germinar, reduzindo o tegumento e quebrando a dormência do embrião. Há uma média de 40.900 sementes limpas por 500 gramas.

## Distribuição
A distribuição da Arctostaphylos uva-ursi é círculo-polar, e bastante comum em latitudes norte, mas também confinada em elevadas altitudes no sul:
- Na Europa, a partir da Islândia e do Cabo Norte, na Noruega seguindo para o sul da Espanha (Sierra Nevada); regiões centrais da Itália (Apeninos) e norte da Grécia (Montes Pindo);
- Na Ásia, da Sibéria ártica ao sul da Turquia, do Cáucaso e do Himalaia;
- Na América do Norte a partir do Alasca ártico, Canadá e Groenlândia sul para Califórnia, costa norte, no centro de High Sierra Nevada (acima de Convict Lake, Mono County, California), Central Coast, California, San Francisco Bay Area, para o Novo México, nas Montanhas Rochosas; e as Montanhas Apalaches, no nordeste dos Estados Unidos.

Em algumas áreas a planta está ameaçada ou foi extirpada de sua distribuição natural. Em outras áreas, tais como a Cordilheira das Cascatas, é abundante.

## Usos

### Medicinal
A Uva-de-urso tem sido historicamente utilizada para propósitos medicinais. Ela contém o glicosídeo arbutina, que possui propriedades antissépticas e atua como um diurético leve. Ela tem sido utilizada para queixas do trato urinário, incluindo cistite e litíase urinária. Uma infusão pode ser feita embebendo as folhas em etanol e então realizando uma diluição com água. No século XIX, antes da introdução de sulfonamidas e antibióticos modernos, ela estava entre as poucas drogas herbáceas com propriedades antissépticas. Porém alguns constituintes, como as hidroquinonas são hepatóxicas, e em casos de infecções do trato urinário, os tratamentos mais pertinentes são recomendados.

### Fumo
A Uva-de-urso é um dos principais componentes de mistura de fumos em diversas culturas tradicionais de nativos Norte Americanos, conhecidos coletivamente como Kinnikinnick. A Uva-de-urso é usada especialmente entre as First Nations do oeste, incluindo frequentemente outras ervas e algumas vezes tabaco. Alguns informes históricos indicam um efeito narcótico ou estimulante, mas como é quase sempre fumada com outras ervas, incluindo o tabaco, não é claro quais efeitos psicotrópicos podem ser causadas pela erva sozinha.

### Cultivo
Existem diversos cultivares que são propagados para uso como plantas ornamentais. Ela é uma planta sempre-verde atrativa em jardins, e também é útil no controle da erosão.

## História e Medicina Alternativa
"Uva-de-urso" de origem latina, enfatiza ao gosto dos ursos pela fruta da planta. Os primeiros registros iniciam-se no século XIII com herbário Gaulês. Os chás e extratos feito com as folhas, são usados como anti-sépticos e diuréticos por séculos e ainda, como laxante. Na homeopatia, a tintura feita com as folhas é útil no tratamento da cistite, uretrite, e as inflamações do aparelho excretor e tratando-as com eficácia. Pois acalma as dores, combate as fermentações e o odor amoniacal da urina, sendo muito útil na blenorragia. No entanto, os frutos não são usados. Fazendo parte da Farmacopeia de muitos países desde 1964. No século XIX , recebia o nome científico de Arbustus uva ursi, e sob este, está classificado no Green`s Universal Herbal.

## Principios Ativos
- Taninos
- Glicosídeos
- Flavonóides  (isoquercetina) - diurética
- Heterosídeos
- Hidroquinônicos  -  anti-séptico.
- Ácido ursólico - diurética
- Elágicos
- Cera
- Sais minerais

## Subespécies
Estão reconhecidas como validamente descritas 14 subespécies, entre as quais:
- Arctostaphylos uva-ursi subsp. uva-ursi — erva-ursina comum, com distribuição no ártico e subártico circumpolar e nas montanhas mais ao sul.
- Arctostaphylos uva-ursi subsp. adenotricha — nas montanhas da região central da Sierra Nevada.
- Arctostaphylos uva-ursi subsp. coactilis — na região costeira setentrional e central da Califórnia, até à Área da Baía de São Francisco.
- Arctostaphylos uva-ursi subsp. cratericola (J. D. Smith) P. V. Wells — conhecida por Guatemala bearberry, é um endemismo da Guatemala, presente apenas nas regiões de grande altitude (3000–4000 m).
- Arctostaphylos uva-ursi subsp. longifoliosa — repostada de vários locais dp Canadá e Estados Unidos,[14] podendo ser o mesmo que as subespécies adenotricha ou coactilis.

Para obter uma lista da subespécies e variedades norte-americanas que se encontram validamente descritas, consulte USDA Plants Profile.

## Galeria
- Illustration from Köhler's Medicinal Plants (1887)
- Flowers
- Flowers
- A. uva-ursi subsp. uva-ursi fruit